# Curtea de Argeș
Curtea de Argeș (izg. ˌkurte̯a de ˈard͡ʒeʃ) je mesto v Romuniji na desnem bregu reke Argeș, ki izvira v južnih Karpatih (pogorje Făgăraş), in ob železniški progi, ki povezuje Pitești in prelaz  Turnu Roșu.

## Ime
Ime Curtea de Argeș, ki pomeni Dvor nad reko Argeș, je nastalo v času, ko je bilo mesto prestolnica kneževine Vlaške.  Nekateri zgodovinarji reko Argeș enačijo z antično reko Ordessos, čeprav je to malo verjetno. V najstarejših  slovanskih dokumentih se imenuje  Arghiș, kar namiguje na kumansko ali pečeneško etimologijo, v kateri koren  arghiš  pomeni  planoto ali vzpetino. Izvirno ime mesta je bilo  Argeș, ki se je kasneje preneslo  tudi  za reko.

### Prestolnica Vlaške
Curtea de Argeș, eno od najstarejšim mest v Vlaški, je bil sprva prestolnica majhne lokalne države, iz katere se je začelo združevanje vlaških pokrajin južno od Karpatov. Najstarejši arheološki dokazi, da je bil Argeș sedež kakšnega  vladarja, so iz 13. stoletja.
Mesto Câmpulung je bilo sedež vlaškega vojvode  Basaraba I., ki je prvič omenjen v dokumentu iz leta  1324, napisanem na ogrskem dvoru.  Naslednje leto je med državama nastal konflikt, ki se je končal leta 1330  s pohodom Karla  I. Ogrskega proti »nezvestemu« Basarabu I. in opustošenjem argeške trdnjave.
Vlaško izročilo in kronike se razlikujejo od ogrskih dokumentov: Basaraba ne omenjajo in namesto tega trdijo, da je Argeș leta 1290 ustanovil Radu Negru, ki je prišel čez Karpate in ustanovil Curtea de Argeș in Câmpulung.
Kot prvo prestolnico Vlaške se včasih omenja tudi Câmpulung, medtem ko vlaške kronike kot prestolnico omenjajo izključno Curtea de Argeș. Trditev podpirajo ogrski dokumenti, ki omenjajo, da je Karel I. napadel trdnjavo v Argeșu in ne v Câmpulungu.
V prvih desetletjih 14. stoletja se je pod pokroviteljstvom  transilvanskega katoliškega škofa v Argeșu naselila skupina katoliških Sasov. Leta 1381 je takrat edina katoliška škofija v Vlaški prišla pod oblast ogrske nadškofije  v Kalocsi. V 17. stoletju se je zaradi zmanjšanja  števila lokalnih katoliških vernikov škofija preselila v Bacău.
Po letu 1340 je bil v Argeșu zgrajen nov dvor s knežjo palačo in cerkvijo, velik 0,76 ha. V mestu je bila leta 1359 ustanovljena Vlaška pravoslavne cerkev.
Mesto je trgovalo s Transilvanijo, zlasti z mestom Sibiu, do katerega je vodila cesta preko doline Olta in Țare Loviștei, dolga 200 km.  Trgovska cona mesta je bila okrog dvora in cerkve sv. Nikolaja, kjer je bil tudi bazar.

### Propadanje
Argeșki  dvor je bil rezidenca vlaških knezov do vključno Mircee I.(vladal 1386-1395 in 1397-1418). Naslednji vladarji so uporabljali Argeș in Târgoviște. Trditev potrjuje popotnik Johann Schiltberger, ki  omenja, da je bila leta 1396 prestolnica v obeh mestih.  V 16. stoletju se je prestolnica dokončno preselila v Târgoviște. Knezi so dvor v Argeșu obiskovali bolj redko.
V 14. in 15. stoletju je bil Argeș eno od najpomembnejših vlaških mest, v 16. stoletju pa je začel njegov pomen  upadati. Sedež pravoslavne metropolije se je leta 1517 preselil v Târgoviște, katoliška škofija pa je bila leta 1519 ukinjena. K zmanjšanju števila prebivalcev je pripomogel tudi propad trgovanja s Sibiujem in Brașovom.
Ko je Neagoe Basarab (vladal 1512-1521) v mestu zgradil samostan, je postal Argeș  med vlaškimi vladarji bolj priljubljen. Knez je samostanu doniral del mesta in mu podelil pravico do upravljanja mesta. Samostan je začel predsedovati  sodnim procesom na mestni tržnici in dobil dovoljenje za gradnjo  javnih  zgradb in mlinov. Samostanska oblast je razjedla mestno avtonomijo in privedla do poglabljanja gospodarske krize.

## Mestne znamenitosti
V mestu je nekaj cerkva, med njimi stolnica sv. Nikolaja, zgrajena na začetku 16. stoletja, ki je bila  ki je bila od konca 18. stoletja sedež pravoslavne škofije.
Najpomembnejša cerkev je Biserica Domnească (knežja cerkev),  ki jo je zgradil Basarab I.. Leta 2003-2004 je bila popolnoma obnovljena. Cerkev je podobna trdnjavi in je skozi katakombe povezana s stražnim stolpom na bližnjem hribu.
Ruševine knežjega palačnega kompleksa so še vidne. Slavna romunska legenda pravi, da je pri gradnji samostana sodeloval  Meşterul (Mojster) Manole.

## Zanimivost
7. julija 1947 je v mestu v 20 minutah padlo 205,7 mm dežja, kar je svojevrsten svetovni rekord.

## Vir
- Laurențiu Rădvan (2010). At Europe's Borders: Medieval Towns in the Romanian Principalities. Brill. ISBN 9789004180109.

## Galerija
- Kip Basaraba I.
- Knežja cerkev sv. Nikolaja
- Nekdanji Hotel Royal
- Škofovska palača
- Železniška postaja